# Aechmea fendleri
Espèce
Classification phylogénétique
Synonymes
- Aechmea porteoides Britton

Aechmea fendleri est une espèce de plantes à fleurs de la famille des Bromeliaceae qui se rencontre de Trinité-et-Tobago au Venezuela.

## Synonymes
- Aechmea porteoides Britton[1].

## Distribution
L'espèce se rencontre à Trinité-et-Tobago au Venezuela.